# رقص روی گور من
رقص روی گور من (به انگلیسی: Dance on My Grave) رمانی است که در سال ۱۹۸۲ توسط آیدان چیمبرز نویسنده بریتانیایی برای نوجوانان نوشته شده‌است. این دومین کتاب از مجموعه رقص است.
دراین کتاب نوجوانی بریتانیایی به نام هنری رابینسون جزئیات وقایعی را تعریف می‌کند که منجر شد او در روی گور دوست نسبتاً قدیمی‌اش، بری گورمن-که با او روابط عاشقانه داشت-برقصد.
این کتاب یکی از معدود کتابهای ویژه نوجوانان است که توسط ناشر بزرگی منتشر شده و در آن همجنس‌گرایی را بدون قضاوت در مورد آن به تصویر کشیده و در انجمن کتابخانه آمریکاو دیگر کتابخانه‌ها در لیست کتاب‌های ویژه نوجوانان همجنس‌گرا قرار گرفته‌است؛ و در تعدادی از کتاب‌های مربوط به کودکان و نوجوانان به آن اشاره شده‌است.

## ترجمه
رقص روی گور من حداقل به ۹ زبان در آسیا و اروپا ترجمه شده‌است.

## فیلم
براساس این کتاب فیلمی به نام تابستان ۸۵ توسط کارگردان فرانسوی به نام فرانسوا اوزون ساخته شده‌است.